# Norman Cycles
Norman Cycles fou un fabricant britànic de bicicletes, bicicletes motoritzades, ciclomotors i motocicletes amb seu a Ashford, Kent. Actualment, el Norman Cycles Club rememora l'empresa i els seus productes al molí de vent de Willesborough, a Ashford. Al Museu Norman, situat al graner del molí, s'hi exposen alguns ciclomotors i bicicletes de la marca.

## Història

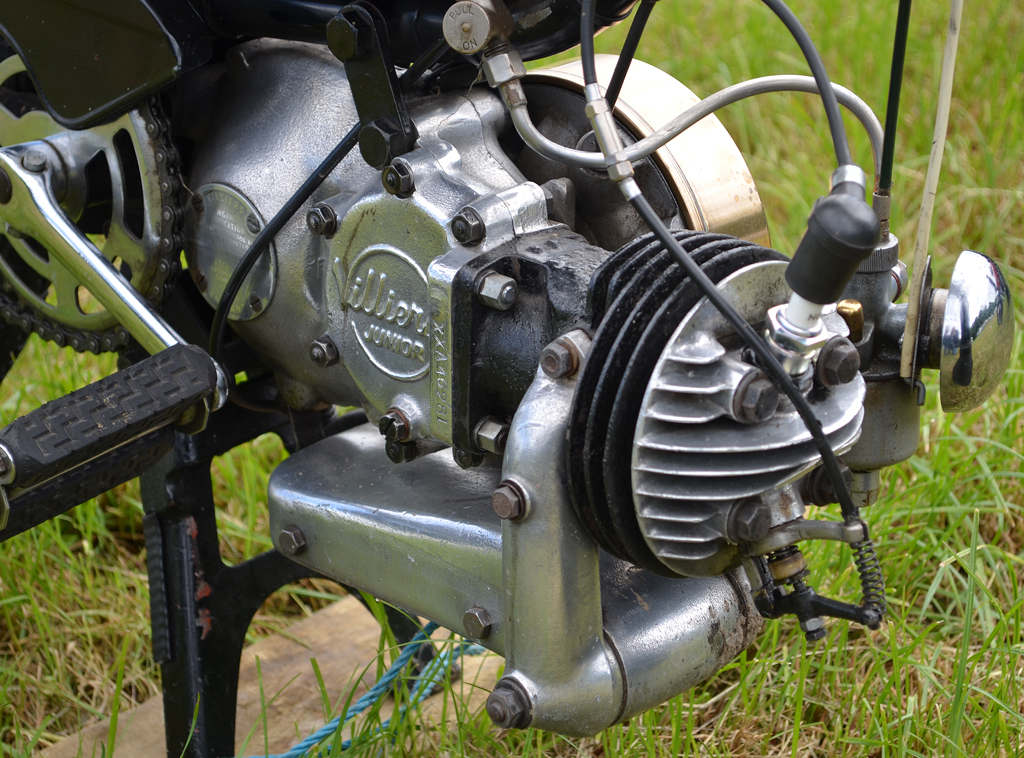
El motor Villiers Junior Deluxe d'un ciclomotor Norman Nippy de 1948

L'empresa va ser fundada poc després de la Primera Guerra Mundial com a Kent Plating & Enamelling Co pels germans Charles i Fred Norman. Va començar la seva activitat tot fabricant bastidors en un cobert al jardí, al carrer Jemmett d'Ashford. A la dècada del 1920, els Norman es van traslladar a uns locals més grans del carrer Victoria, també a Ashford, i van passar a produir bicicletes.
El 1935, l'empresa va fer construir una fàbrica al carrer Beaver d'Ashford i va passar a anomenar-se Norman Cycles Limited. El 1938, Norman Cycles va produir una bicicleta motoritzada que era, de fet, una bicicleta de servei més pesada equipada amb un petit motor, quelcom que es conegué més tard com a ciclomotor. A més de les bicicletes, la companyia va continuar produint ciclomotors i motocicletes lleugeres amb motors subministrats per fabricants com ara Villiers i Anzani (més endavant, van fer servir també motors Sachs per al ciclomotor Norman Nippy).
L'empresa va produir molts milers de bicicletes i motos. Es diu que durant la seva millor època, la producció setmanal arribava a 5.000 bicicletes, 600 ciclomotors i 120 motocicletes. Els seus productes s'exportaven a països de la Commonwealth sota la marca comercial Rambler. La companyia va tenir també èxit esportiu, especialment durant la dècada del 1950 en competicions de trial gràcies als seus lleugers models B2C i B4C. Durant aquella època, Norman va desenvolupar també models de motocròs (anomenat aleshores scramble) equipats amb els cèlebres motors Villiers.
El 1950, Norman Cycles fou adquirida per Tube Investments, empresa que feia servir el nom de Raleigh per a les seves bicicletes. La fàbrica d'Ashford va tancar el 1961. Tot i que es van continuar fabricant productes amb el nom de Norman (Nottingham per a bicicletes i Smethwick per a ciclomotors i motos), l'època d'esplendor havia passat i el nom es va deixar de fer servir a partir de 1963. En homenatge a la històrica marca, una carretera propera a l'antiga fàbrica de 1935 es diu actualment Norman Road.
Sembla que Norman Cycles no té cap relació amb la Norman Engineering Co de Leamington Spa i Warwick, una empresa fabricant de motors industrials.

## Producció
| - Norman Imp - Norman Continental - Norman Invader - Norman Atalanta - Norman Conquest - Norman Attacker - Norman Beaver - Norman Light Roadster - Norman Sabre - Norman Safety Cycle - Norman Tricycle 2P - Norman Rapide - Norman Motobyk (tricicle) | - Norman Nippy - Norman Lido - Norman B1 - Norman B1 Sports - Norman B2 - Norman B2C (Trials) - Norman B3 Roadster - Norman B3 Sports - Norman B4 Roadster - Norman B4 Sports - Norman TS |